# La dichosa palabra
La dichosa palabra es un programa de televisión en México, producido y realizado por Canal 22. Consiste en una interacción entre los conductores y el público en forma de tertulia respecto al lenguaje, las palabras y la literatura. Tienen varias dinámicas, por ejemplo, al inicio del programa cada uno de los conductores se presenta dando un breve discurso sobre algún tópico de literatura. Responden dudas sobre palabras, autores o libros, abordan la etimología la historia y el contexto del uso de algún término cuestionado, buscan la definición de palabras de poco uso. Dan una definición y el público debe investigar la palabra correspondiente. Resultado de las dinámicas regalan libros y revistas de literatura.  Algunos programas son en el estudio y otros en fondos culturales como ferias de libro, bibliotecas, auditorios. A lo largo del programa, se tratan diversos temas de historia, literatura, filosofía y otros.

## Historia
Los antecedentes del programa son las emisiones culturales Barra de letras y El Gimnasio en Canal 22, ambos conducidos por Pablo Boullosa. En 2003, Pablo Boullosa inicia la planeación del proyecto, al que Froylán López Narváez denominó «La dichosa palabra» y, el 8 de marzo, se transmite el primer programa con Nicolás Alvarado, Eduardo Casar González, Laura García Arroyo y Pablo Boullosa como panelistas. Germán Ortega Chávez se incorpora hacia finales de marzo, a partir del cuarto programa.
En la temporada 11, Nicolás Alvarado deja el programa.

## Conductores
- Pablo Boullosa Velázquez
- Laura García Arroyo
- Germán Ortega Chávez
- Eduardo Casar González
- Nicolás Alvarado (2003-2013)